# 盾叶苣苔
盾叶苣苔（学名：Metapetrocosmea peltata）为苦苣苔科盾叶苣苔属下的一个种。